# The Reminder
The Reminder is het derde soloalbum van Canadese zangeres Leslie Feist, dat op 23 april 2007 in Nederland uitkwam en op 1 mei 2007 in de rest van de wereld.

## Tracklist
1. So Sorry
2. I Feel It All
3. My Moon My Man
4. The Park
5. The Water
6. Sea Lion Woman
7. Past In Present
8. The Limit To Your Love
9. 1234
10. Brandy Alexander
11. Intuition
12. Honey Honey
13. How My Heart Behaves

## Trivia
- Het nummer "My Moon My Man" is ook bekend in de remixversie van Boys Noize.
- Het nummer "Limit To Your Love" is ook bekend in de versie van James Blake.